# Marlon Pérez
Marlon Alirio Pérez Arango (Támesis, 10 januari 1976 – El Carmen de Viboral, 4 oktober 2024) was een Colombiaans professioneel wielrenner. Hij reed in het verleden voor onder meer Linda McCartney-Jaguar, 05 Orbitel, Colombia-Selle Italia, Tenax en Caisse d'Epargne. Na het seizoen van 2010 werd zijn contract niet verlengd. Hij kon geen nieuwe profploeg vinden en ging aan de slag bij amateurploeg GW Shimano.

## Loopbaan
Pérez deed namens Colombia deel aan de Olympische Spelen van 1996 (Atlanta), 2000 (Sydney) en 2004 (Athene). In 1996 deed hij mee aan de puntenkoers en de ploegenachtervolging. Op de puntenkoers stopte hij voortijdig. Bij de ploegenachtervolging eindigde de Colombiaanse ploeg, die naast Pérez uit Jhon García, Yovani López en José Velásquez bestond, als laatste.
In 2000 deed hij enkel mee aan de puntenkoers. Hij eindigde als 21e, zonder punten.
In 2004 was Pérez inmiddels overgestapt van de baan naar de weg en deed dan ook niet meer mee aan baanonderdelen. Op de individuele wegwedstrijd was hij de eerste renner die op moest geven.
In mei 2013 werd bekend dat Pérez positief heeft getest op het middel GW1516. De positieve testen zijn afkomstig van de Ronde van Costa Rica in december 2012, waarin hij twee etappes won.
Pérez overleed op 4 oktober op 48-jarige leeftijd, nadat hij was aangevallen met een mes in El Carmen de Viboral, Oriente Antioquia.

## Overwinningen
1994
- Wereldkampioen Puntenkoers, Junioren

1998
- Ronde van Colombia, U23

1999
- Colombiaans kampioen Individuele tijdrit op de weg, Elite
- Proloog Clásico RCN
- 9e etappe Clásico RCN

2000
- Ronde van Nord-Isère
- 7e etappe Ronde van Colombia

2001
- Colombiaans kampioen Individuele tijdrit op de weg, Elite
- Proloog Ronde van Colombia
- 1e etappe Ronde van Colombia
- 2e etappe Ronde van Colombia

2002
- 1e Ronde van Antioquia
- 5e etappe Ronde van Antioquia
- 1e en Ronde van Boyacà
- 2e etappe Ronde van Boyacà
- Proloog Ronde van Colombia
- 1e etappe Ronde van Colombia
- Puntenklassement Ronde van Colombia

2003
- 2e etappe Ronde van Valle del Cauca
- 1e etappe Ronde van La Paz
- 2e etappe Ronde van La Paz

2004
- 1e etappe Ronde van Táchira
- 3e etappe Ronde van Táchira
- 14e etappe Ronde van Táchira
- 2e etappe Ronde van Langkawi

2005
- Strijdlustigste renner Ronde van Colombia
- 4e etappe Ronde van Venezuela
- 10e etappe Ronde van Venezuela

2007
- 1e etappe Ronde van Antioquia
- 4e etappe Ronde van Antioquia

2010
- Proloog Ronde van Valle del Cauca (ploegentijdrit)
- 3e etappe Clásica Nacional Ciudad de Anapoima
- 4e etappe Clásica Carmen del Viboral
- 4e etappe Clásica Ciudad de Girardot
- 5e etappe Clásica Ciudad de Girardot
- 3e etappe Clásico RCN
- 5e etappe Clásico RCN
- 6e etappe Clásico RCN
- 8e etappe Clásico RCN

2011
- Pan-Amerikaanse Spelen, individuele tijdrit
- Proloog Ronde van Colombia
- Proloog Clásico RCN

2012
- 3e etappe Ronde van Costa Rica
- 9e etappe Ronde van Costa Rica

## Resultaten in voornaamste wedstrijden
| Jaar | Ronde van Italië | Ronde van Frankrijk | Ronde van Spanje |
| ---- | ---------------- | ------------------- | ---------------- |
| 2004 | 40e              |                     |                  |
| 2005 | opgave           |                     |                  |
| 2007 |                  |                     |                  |
| 2008 | 90e              |                     |                  |
| 2009 |                  |                     |                  |

| Jaar | Gent-Wevelgem | Ronde van Vlaanderen | Parijs-Roubaix | Ronde van Lombardije |  | WK op de weg |
| ---- | ------------- | -------------------- | -------------- | -------------------- |  | ------------ |
| 2004 |               |                      |                |                      |  |              |
| 2005 |               |                      |                |                      |  |              |
| 2007 |               |                      |                |                      |  | opgave       |
| 2008 |               |                      |                | 83e                  |  |              |
| 2009 | 22e           | 83e                  | 100e           |                      |  |              |